# Kornelije Kovač
Kornelije Kovač (Niš, 1. siječnja 1942. – Beograd, 13. rujna 2022.) bio je srpski skladatelj, pijanist, aranžer. Njegov otac bio je violinist, a majka operna pjevačica. Brat, Mihajlo Kovač, bio je pjevač, ali se kasnije opredijelio za novinarstvo i politiku.

## Životopis

### Početak karijere
Svoju prvu skladbu „Pusti trotoari” Kovač sklada već s četrnaest godina - 1956. godine.
Prvi javni nastup mladi Kovač imao je u subotičkoj gimnaziji, koju je pohađao, na tada popularnim popodnevnim čajankama. 
Svoju karijeru započeo je 1961. godine. Zahvaljujući odličnom glazbenom obrazovanju, na glazbenoj akademiji u Sarajevu, Kornelije je postao: skladatelj, pijanista, producent i aranžer.
U 1961. godini, osniva svoj prvi sastav BKB, koji je u to vrijeme postao poštovani jazz trio. Godine 1963. sudjeluju na jugoslavenskom džez festivalu, koji je održan u Bledu u Sloveniji.
Nakon što je bio u nekoliko sastava iz Bosne i Hercegovine, pridružuje se sarajevskom najpopularnijem pop bendu, Indexima. S njima je bio na dvomjesečnoj turneji u SSSR-u.

### Indeksi
Kornelije Bata Kovač postaje član  Indexa 1966. godine, i s njima već sljedeće godine svira na turneji po SSSR-u. 
Za sarajevske Indexe Kovač je napisao pjesme "Boj na Mišaru" i "Ako jednom budeš sama".
Radeći s Indexima, Kovač je stekao ime skladatelja i instrumentaliste, ali po odsluženju vojnog roka donosi odluku i seli u Beograd želeći pokušati nešto svoje.
U Sarajevu, 1967. na festivalu "Vaš šlager sezone" osvaja prvo mjesto s pjesmom "Moj profesor".

### Korni grupa
U rujnu 1968. godine Kornelije seli u Beograd gdje osniva Korni grupu, koja je 1974. predstavljala SFR Jugoslaviju na Pjesmi Eurovizije.

### Samostalna karijera
Prvih godina poslije Korni grupe Kovačeve skladbe snimaju: Olivera Katarina, Bisera Veletanlić, Neda Ukraden, Miki Jevremović, Miša Marković, Lepa Brena.
Krajem 1977. godine planirao je osnivanje jugoslavenske supergrupe K2 koju su trebali činiti: Josip Boček, Dado Topić, Slobodan Marković, Čarli Novak i Ratko Divjak.
Godine 1979. Kornelije seli u Englesku gdje sudjeluje na nekoliko glazbenih projekata. Neki od glazbenika s kojima je Kornelije surađivao su:
- Bernie Marsden, gitarist sastava Whitesnake
- Hans Zimmer, poznati skladatelj filmske glazbe
- Paul Jones, pjevač sastava Manfred Mann
- Colin Hodgkinson, gitarist sastava Back Doors
- Joji Hirota, japanski svirač udaraljki

Kornelije Kovač pisao je kazališnu, filmsku i televizijsku glazbu. Njegove pjesme su bile na albumima koji su izdavani u: Jugoslaviji, Španjolskoj, Francuskoj, Americi, Švedskoj, Nizozemskoj, Finskoj... Neke od njih su dostigle platinasti ili zlatni tiraž.
Od 1979. godine, Kornelije Kovač sudjeluje u glazbenim projektima u Španjolskoj kao producent, skladatelj i aranžer.

### Osobni život
Kornelije ima tri kćeri, Aleksandru, Kristinu i Anju. Aleksandra Kovač i Kristina Kovač također su glazbenice.
Preminuo je u utorak, 13. rujna 2022. godine u Beogradu zbog posljedica uzrokovanih koronavirusom.

## Diskografija

### Singlovi
- "Severni vetar"/"Okean" (PGP RTB, 1975.)
- "Panorama"/"Aleksandra" (PGP RTB, 1978.)
- "Kvar"/"Žena" (PGP RTB, 1979.)

### Albumi
- Između svetlosti i tame (PGP RTB, 1977.)
- Why (PGP RTB, 1980.)
- Iz drugog filma (PGP RTB, 1982. - filmska glazba)
- The Sampled Moonlight (PGP RTB-Komuna, 1986.)
- Balkan (Ariola, 1993.)
- Kornell Kovach (ITMM, 1994.)
- Moja generacija (PGP RTS, 1996.)

## Vanjske poveznice
- Prog Archives
- Korni grupa